# (8577) Choseikomori
(8577) Choseikomori – planetoida z grupy pasa głównego asteroid okrążająca Słońce w ciągu 3 lat i 202 dni w średniej odległości 2,33 au. Została odkryta 7 listopada 1996 roku. Przed nadaniem nazwy planetoida nosiła oznaczenie tymczasowe (8577) 1996 VX8.